# 伝車経
『伝車経』（でんしゃきょう、巴: Rathavinīta-sutta, ラタヴィニータ・スッタ）とは、パーリ仏典経蔵中部に収録されている第24経。『七車経』（しちしゃきょう）、『中継車経』（ちゅうけいしゃきょう）とも。
類似の伝統漢訳経典としては、『中阿含経』（大正蔵26）の第9経「七車経」等がある。
比丘プンナ・マンターニプッタが、サーリプッタ（舎利弗）と意見を交わす中で、七つの車の伝達の喩えで仏道を説く。

## 日本語訳
- 『南伝大蔵経・経蔵・中部経典1』（第9巻） 大蔵出版
- 『パーリ仏典 中部（マッジマニカーヤ）根本五十経篇I』 片山一良訳 大蔵出版
- 『原始仏典 中部経典1』（第4巻） 中村元監修 春秋社